# North West Leicestershire
North West Leicestershire ist ein District in der Grafschaft Leicestershire in England. Verwaltungssitz ist die Stadt Coalville. Weitere bedeutende Orte sind Ashby-de-la-Zouch, Castle Donington und Ibstock. International bekannt ist die Motorsport-Rennstrecke Donington Park.
Der Bezirk wurde am 1. April 1974 gebildet und entstand aus der Fusion der Urban Districts Ashby-de-la-Zouch, Ashby Woulds und Coalville, der Rural Districts Ashby-de-la-Zouch und Castle Donington sowie eines Teils des Rural District Market Bosworth.
Koordinaten: 52° 43′ N, 1° 22′ W